# 細胞文学
細胞文学（さいぼうぶんがく）は、日本の音楽グループである。

## 概要
2003年秋、斉藤友秋（Gt,Vo）と黒田誠二郎（Vc）により京都にて結成。レーベル「eimosez」主催。2008年に休止した。
斉藤は風博士のベースを担当していたが、2005年に脱退。
黒田はテニスコーツやとうめいロボなどのサポートも務める。

## ディスコグラフィー

### アルバム
1. 夜までまって (Perpetuum, 2004)
2. 細胞文学 (eimosez, 2006)